# Michelin
Michelin (IPA: [miʃlɛ̃]; in francese Manufacture Française des Pneumatiques Michelin SCA, "Manifattura francese di pneumatici Michelin società in accomandita per azioni") è una multinazionale con sede a Clermont-Ferrand, in Francia, il cui core-business è la produzione e vendita di pneumatici.
Fondata nel 1889, è uno dei marchi leader nel suo settore, ed è anche nota internazionalmente per gli opuscoli da viaggio che portano il suo nome, le Guide Michelin, divenute uno standard di riferimento, tramite i riconoscimenti da queste assegnati, sia per l'industria alberghiera che per quella della ristorazione di alta qualità.
In tutto il mondo la Michelin ha circa settanta stabilimenti che producono 180 milioni di pneumatici ogni anno venduti in 170 Paesi; la quota di penetrazione nel mercato del settore ammonta a circa il 20%.
Dal 2018 al 2025 è la prima azienda al mondo per fatturato nel settore degli pneumatici.

## Storia
Fondata ufficialmente il 28 maggio 1889 dai fratelli Édouard e André Michelin, le attività della Michelin erano in realtà iniziate già nel 1830 con l'attività delle famiglie Barbier e Daubrée nel campo della gomma vulcanizzata; passata sotto il controllo della famiglia Michelin, imparentatasi con i Barbier, l'azienda si specializzò poi sugli pneumatici per biciclette e successivamente per automobili.
Il primo pneumatico smontabile per bicicletta fu creato nel 1891, seguito nel 1894 dallo pneumatico per carrozze e nel 1895 da quello per automobili. Nel 1929 fu realizzato anche lo pneumatico per vetture ferroviarie.
Tra la fine dell'800 e il 1911, Édouard Michelin estese l'attività anche al campo delle corse automobilistiche, riuscendo a dimostrare la bontà del proprio prodotto.

L'attività in Italia iniziò nel 1901, quando Ernesto Vaccarossi, già collaboratore per la Gazzetta dello Sport, fondò la Agenzia Italiana Pneumatici Michelin. Nel 1907, a Torino, aprì anche uno stabilimento dell'azienda, seguito da uno a Trento nel 1927.

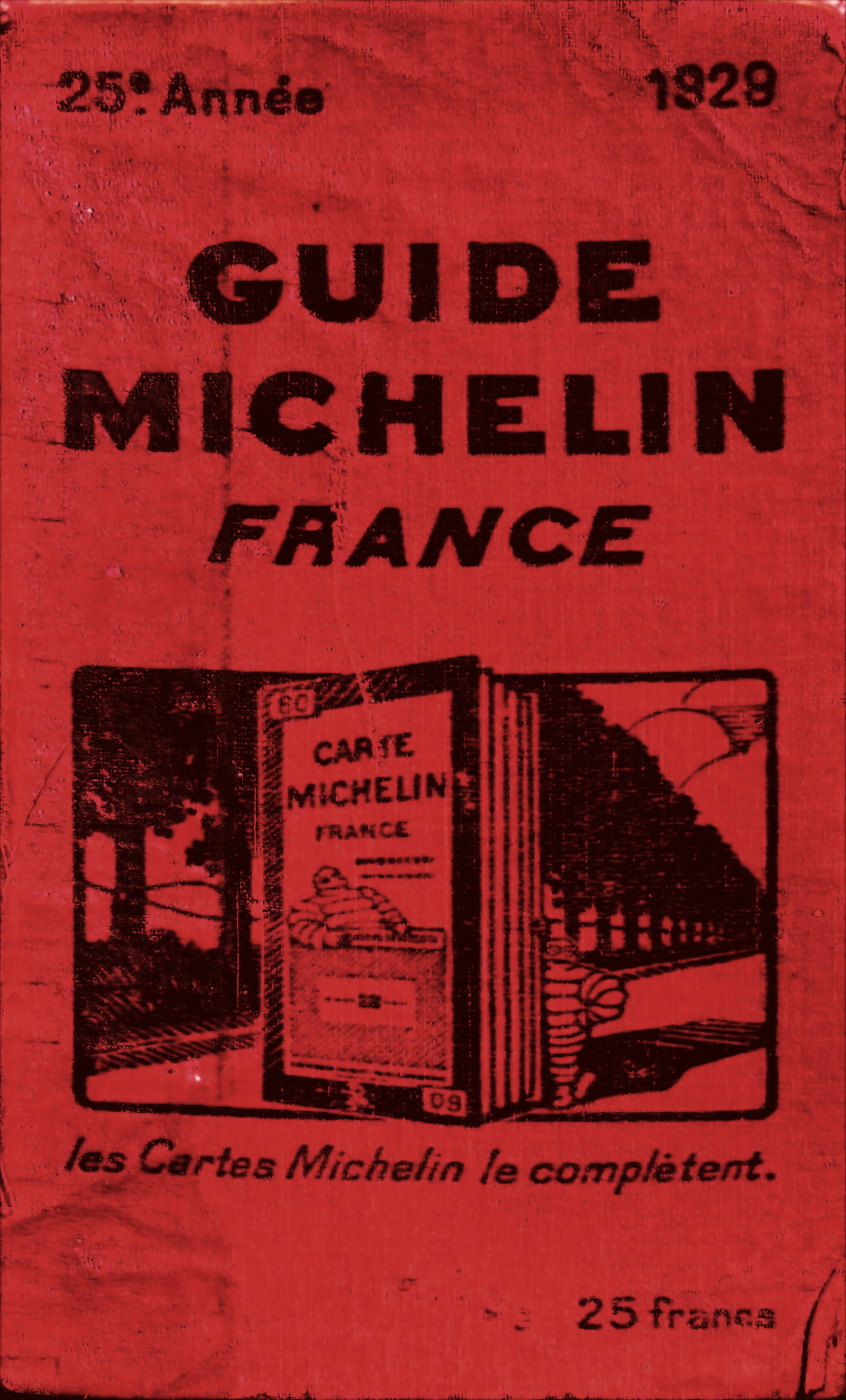
Guida Michelin 1929

Alla metà degli anni 1910, la Michelin iniziò a diffondersi in diversi paesi in Europa, Asia, America e Africa, con l'apertura, nei decenni successivi, di impianti nel Regno Unito (1927), Spagna (1934), Belgio (1937), Olanda (1947), Germania, Stati Uniti, Cecoslovacchia, Argentina e altri paesi.
Anche in Francia l'attività si espanse, con l'apertura di nuovi siti produttivi oltre a quello di Clermont-Ferrand.
Tra il 1934 e il 1976 l'azienda fu anche proprietaria della casa automobilistica Citroën.
Gli stabilimenti italiani dell'azienda furono duramente danneggiati nel corso della Seconda Guerra Mondiale, ma dopo il conflitto fu possibile riprendere l'attività.
Nel 1955 la Michelin italiana iniziò l'attività nel settore delle pubblicazioni turistiche, con mappe e carte stradali.
Nel 1981 assorbì l'azienda di pneumatici Kléber.
Nel 1988, Michelin acquistò la divisione pneumatici della statunitense BF Goodrich.
La Michelin ha inventato uno pneumatico antiscoppio, capace di evitare lo sgonfiamento completo di una gomma forata, con una resistenza di svariati chilometri anche a velocità di 100 km/ora.
Nel maggio 2023 è stato testato con successo il pneumatico Michelin Uptis, interamente composto da vari strati di gomma, capace di adattare la forma al tipo di terreno e del tutto privo di camera ad aria.

## Bibendum, l'omino Michelin

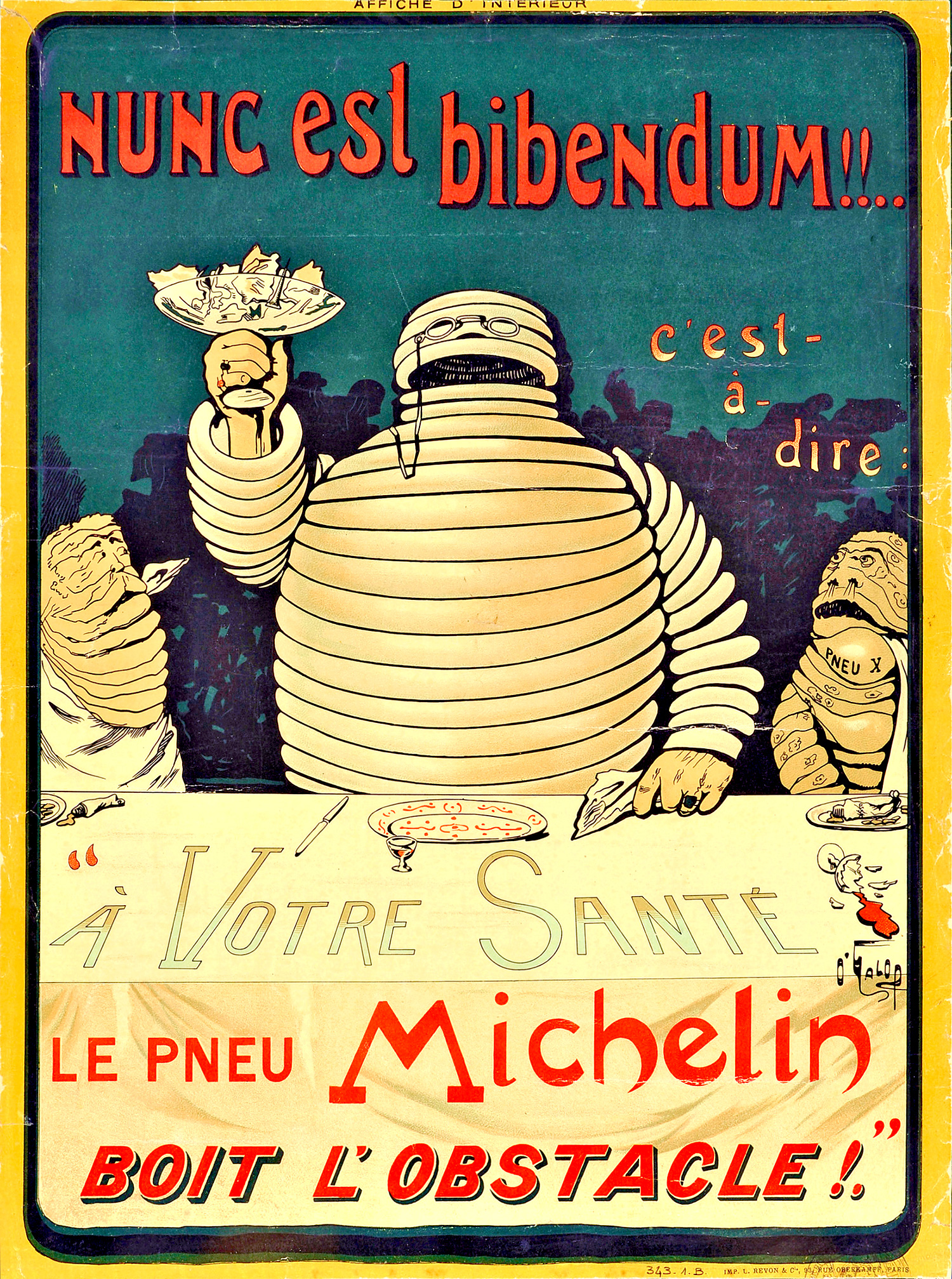
Cartellone del 1898, realizzato da O'Galop

Il simbolo aziendale è l'"omino Michelin" (Bibendum), creato nel 1898 dall'artista francese O'Galop (pseudonimo di Marius Rossillon). Il corpo dell'omino è composto da camere d'aria di pneumatici.
Si tratta di uno dei più antichi marchi registrati, il cui vero nome è Bibendum dalla celebre frase del poeta latino Orazio, nunc est bibendum, usato da Michelin all'inizio del XX secolo.
Oggi Bibendum, rappresentando Michelin in oltre 150 Paesi, è uno dei marchi più riconosciuti al mondo.

## Guida Michelin
La pubblicazione della prima guida Michelin è del 1900. Si tratta di una collezione di pubblicazioni annuali rivolte al turismo e alla gastronomia, che rappresentano uno dei maggiori riferimenti mondiali per la valutazione della qualità dei ristoranti e alberghi.

L'omino Michelin nei primi anni Novanta

## Sport

### Albori
La Michelin è attiva in molte competizioni automobilistiche e motociclistiche. Tra gli anni 1890 e il 1911 la casa francese fu direttamente impegnata nelle corse automobilistiche, inizialmente con un'automobile auto-prodotta da Edouard Michelin, e successivamente con vetture De Dion-Bouton, rifornendo poi anche altri costruttori francesi nelle competizioni dell'epoca; nel 1911 la casa francese si ritirò però dalle corse.

### Motomondiale
Ha partecipato come fornitore di pneumatici dal 1973 al 2008, portando notevole sviluppo nel settore: ha introdotto la costruzione radiale nel 1984, e la costruzione multi-mescola nel 1994. Le moto gommate Michelin in 36 anni hanno ottenuto 360 vittorie e vari titoli mondiali.
La sua presenza in queste competizioni è terminata quando Dorna e FIM hanno annunciato che dal motomondiale 2009 anche nella classe MotoGP si sarebbe adottato lo pneumatico unico e la scelta era caduta sulla Bridgestone. Michelin ritorna nella categoria come fornitore unico dal motomondiale 2016.

### Formula 1
La Michelin ha partecipato alla Formula 1 dal 1977 al 1984 vincendo 59 Gran Premi; l'esordio in gara è avvenuto al Gran Premio di Gran Bretagna 1977 con la Renault anch'essa all'esordio con la propria vettura dotata di turbocompressore in una squadra completamente francese. La prima vittoria arriva l'anno successivo al Gran Premio del Brasile con la Ferrari passata al costruttore francese, ed è grazie alla Ferrari anche la vittoria nel 1979 del campionato piloti e costruttori.

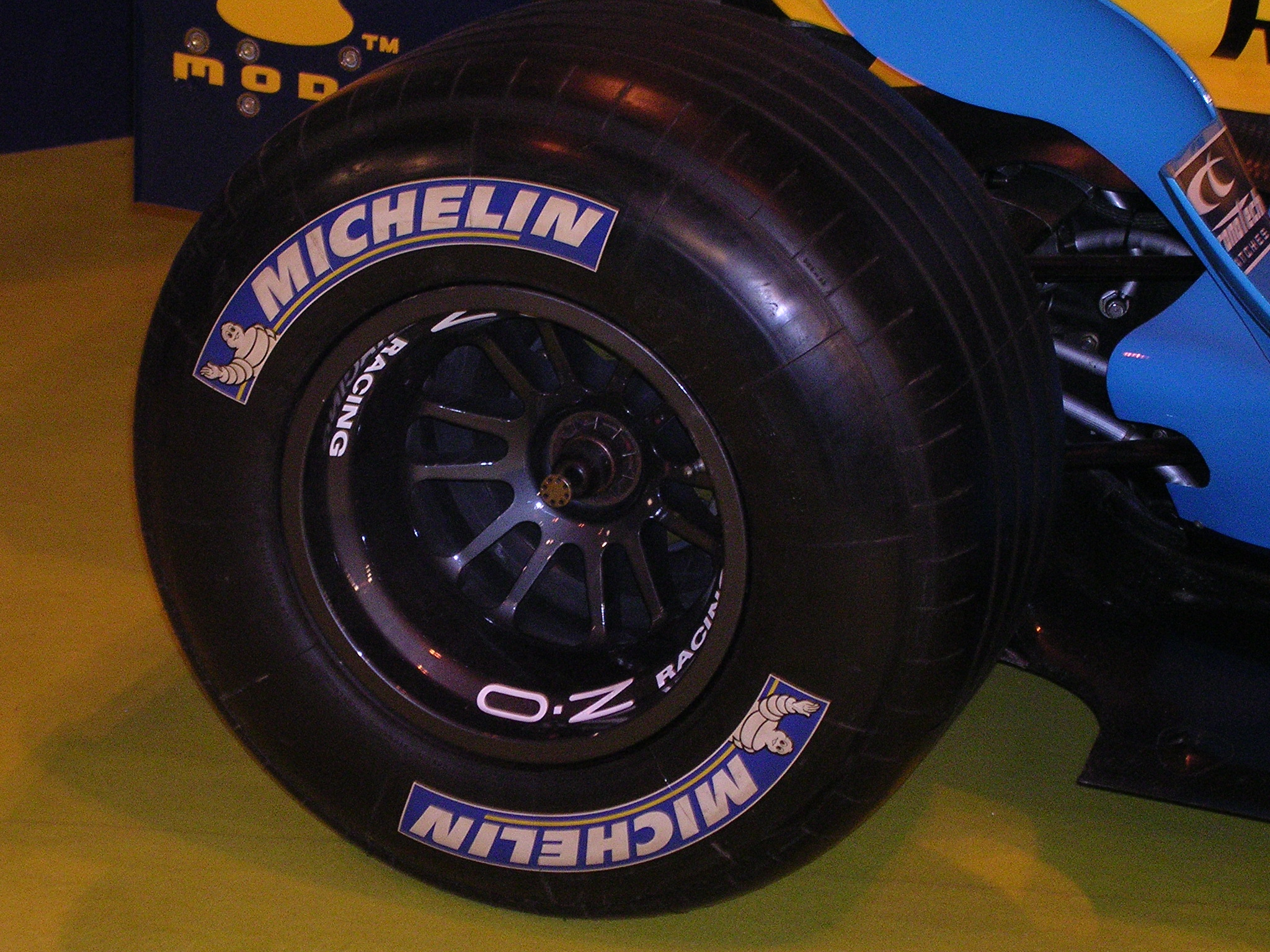
Pneumatico Michelin da Formula 1 montato su una Renault R25 (stagione 2005)

La Michelin è poi rientrata in Formula 1 nel 2001 per sfidare la Bridgestone in quel momento unica fornitrice, ritrovando la vittoria al Gran Premio di San Marino con la Williams-BMW di Ralf Schumacher, ma in generale cedendo alla supremazia della Ferrari con gomme Bridgestone.
La stagione 2005 ha visto la Michelin tornare alla vittoria in un campionato piloti (con Fernando Alonso) e costruttori (con Renault), anche se la stagione è stata segnata dalla controversia relativa al Gran Premio degli Stati Uniti, dove tutte le scuderie gommate dalla casa francese hanno ritenuto opportuno ritirarsi dopo il giro di ricognizione a causa di un problema sulla conformazione degli pneumatici Michelin che non offrivano adeguata sicurezza nella percorrenza della curva sopraelevata del circuito di Indianapolis. Questo fatto portò a un duro scontro con la Federazione Internazionale dell'Automobile, tanto da convincere l'azienda ad abbandonare la Formula 1 al termine della stagione 2006, vinta dalla stessa accoppiata dell'anno prima. A partire dal 2007 la FIA ha infatti imposto un unico fornitore di pneumatici scelto attraverso gara d'appalto, motivando tale scelta con una maggiore sicurezza dei piloti dovuta alla mancanza di competizione tra le diverse case fornitrici.
Nel 2010 si è proposta per essere fornitore unico di Formula 1, ma la federazione ha optato per le gomme Pirelli.

### Rally
Dal 2011 la casa francese diventa fornitore unico del Campionato mondiale rally al posto della Pirelli. Già in passato, comunque, la Michelin si era impegnata in questa categoria con ottimi risultati.